# Sedum roborowskii
Sedum roborowskii är en fetbladsväxtart som beskrevs av Carl Maximowicz. Sedum roborowskii ingår i Fetknoppssläktet som ingår i familjen fetbladsväxter. Inga underarter finns listade i Catalogue of Life.